# 兵庫県道305号瀬利八上上線
兵庫県道305号瀬利八上上線（ひょうごけんどう305ごう せりやかみかみせん）は、兵庫県丹波篠山市を通る一般県道である。

## 概要
丹波篠山市瀬利から丹波篠山市八上上に至る。

### 路線データ
- 起点：丹波篠山市瀬利（兵庫県道301号本郷東浜谷線交点）
- 終点：丹波篠山市八上上（八上上交差点、国道372号交点）
- 総延長：3.019 km

## 路線状況

### 重複区間
- 兵庫県道・京都府道702号篠山京丹波線（丹波篠山市泉・泉交差点 - 丹波篠山市般若寺・丹波篠山市般若寺交差点）

## 地理

### 通過する自治体
- 丹波篠山市

### 交差する道路
| 交差する道路                                                             | 交差する場所 | 交差する場所        |
| ------------------------------------------------------------------------ | ------------ | ------------------- |
| 兵庫県道301号本郷東浜谷線                                                | 瀬利         | 起点                |
| 兵庫県道304号泉八上新線 兵庫県道・京都府道702号篠山京丹波線 重複区間起点 | 泉           | 泉交差点            |
| 兵庫県道・京都府道702号篠山京丹波線 重複区間終点                         | 般若寺       | 般若寺交差点        |
| 国道372号                                                                | 八上上       | 八上上交差点 / 終点 |

### 沿線
- 畑郵便局
- 丹波篠山市立篠山東中学校